# Bernardino Mena Brito
Bernardino Mena Brito (Halachó, Yucatán, México, 1887 - Ciudad de México, 21 de julio de 1979). Fue un escritor, militar, político y caricaturista revolucionario. Fue un revolucionario mexicano y candidato al gobierno de Yucatán, posteriormente cónsul de México en Nueva Orleans. Se inició a los 20 años como escritor y caricaturista en el semanario La Campana, distinguiéndose por la crítica al gobierno de Olegario Molina de su sucesor, Enrique Muñoz Arístegui y en general de la entonces denominada casta divina de Yucatán. Fue un leal seguidor de Venustiano Carranza y entró en conflicto con el gobierno de Salvador Alvarado, representante del constitucionalismo en Yucatán, cuando acusó a este de querer implantar el régimen bolchevique en el estado. A su vez él fue acusado por los carrancistas yucatecos de oligarca y de apoyar las causas de la burguesía nacional.

## Vida política
En 1908 se afilió a las filas maderistas, llegando a ser firmante del acta constitutiva del Partido Nacional Antirreeleccionista. Al enarbolar la misma causa maderista en Yucatán, fue perseguido por el régimen porfirista, dado su apoyo a la campaña de Delio Moreno Cantón. Por esta razón él y Moreno Cantón junto con José María Pino Suárez que fue contendiente del propio Delio Moreno Cantón en el proceso electoral de 1909 en Yucatán, debieron huir. Los dos primeros se refugiaron en Cuba. Al regresar del exilio se incorporó nuevamente a las filas maderistas para apoyar la revolución.
En 1913 se adhirió al constitucionalismo, levantándose en armas en el estado de Campeche y operando en Tabasco y Chiapas. Al año siguiente pasó más al norte, a Monterrey y otras partes del país, acompañando a Venustiano Carranza a Veracruz y siendo partícipe de las batallas de Celaya, León, Aguascalientes y Zacatecas contra las fuerzas de la Convención Revolucionaria.
Después de la promulgación de la constitución de 1917, teniendo el favor de Venustiano Carranza y siendo apoyado por este, lanzó su candidatura al gobierno de Yucatán para las elecciones de noviembre de 1917. Para ello formó en la Ciudad de México el Partido Liberal Yucateco, con la finalidad de imponerse contra el candidato de Salvador Alvarado, Carlos Castro Morales, quien ganó la elección con el apoyo de Felipe Carrillo Puerto y del Partido Socialista del Sureste. La causa liberal fue derrotada y el Coronel nombrado Cónsul de México en Nueva Orleans.
En 1921 regresó a Yucatán para contender nuevamente por la gubernatura del estado postulado por el Partido Liberal Yucateco. En esa ocasión, ya muerto Carranza después de la rebelión de Agua Prieta, contendió con Felipe Carrillo Puerto, candidato del Partido Socialista del Sureste quien ganó abrumadoramente los comicios.
Mucho más tarde, en 1940, apoyó la campaña para la presidencia de la república de Juan Andrew Almazán. Al perder este, en julio de aquel año, el Coronel de Caballería Mena Brito se retiró del ejército a la vida privada. Murió en la Ciudad de México, el 21 de julio de 1979.

## Obra
Dentro de su obra literaria se encuentran dos novelas
- Paludismo: La revolución de la selva publicada en 1940, justo un año después de que se considerara la muerte del criollismo, dentro de la que se clasifica la novela. En ella se describe el triste destino de su protagonista, los estereotipos de indio, campesino, tierra y selva que usaría para escribir la historia, entre el calor y mosquitos, de la región sur del país. Esta novela es un relato de la revolución mexicana y una novela de la selva, que exalta su naturaleza y donde los hombres se pierden y mueren. Para entonces la selva era tierra de cultivo de ricos hacendados y caciques que explotaban indiscriminadamente al indígena.
- El gran consejo (1949)

Ensayos.
- Felipe Ángeles: el lugarteniente gris de Pancho Villa (1938)
- Ocho diálogos con Carranza
- Cartuchos quemados
- Maquinismo
- Hablando claro
- Bolchevismo y democracia
- Los "vivos" mandan
- Historia de las desmembraciones del estado de Yucatán efectuadas por el gobierno nacional.
- Hasta donde llegaron los contrarrevolucionarios combatiendo a Carranza y a la Constitución de 1917.